# Ian Curteis
Ian Bayley Curteis (1 de maig de 1935 - 24 de novembre de 2021) va ser un dramaturg i director de televisió britànic.

## Vida i carrera
Curteis va néixer a Londres l'1 de maig de 1935 i va començar la seva carrera com a actor, unint-se al Theatre Workshop de Joan Littlewood a mitjans dels anys 50, i després treballant en aquesta professió en teatres regionals, i com a director d'escena o productor. La seva carrera a la televisió va començar com a lector de guions tant per a la BBC com per a Granada Television. Curteis es va incorporar al personal de la BBC com a director en pràctiques el 1964. The Projected Man (1966), que va dirigir, és la seva única pel·lícula de cinema. Gairebé a la mateixa època Curteis va dirigir un episodi de la sèrie antològica de BBC2 Out of the Unknown de "Walk's End" de William Trevor. Tots dos projectes van tenir una producció problemàtica; Curteis ha impugnat les afirmacions dels productors d'ambdós.
Curteis, que va canviar a una carrera com a dramaturg de televisió a partir de finals de la dècada de 1960, va escriure per a moltes sèries de l'època, incloses The Onedin Line i  Crown Court. Mentrestant, Curteis escrivia obres de teatre per a televisió -preferia el terme "documentals dramàtics"- amb temes històrics. Philby, Burgess and Maclean  va ser un encàrrec de Granada, i es va emetre el 1977. A la tardor de 1979 van sortir Churchill and the Generals, Suez 1956 i la sèrie de 8 parts Prince Regent, sobre Jordi IV. El 1986 va seguir Lost Empires, una adaptació televisiva de la novel·la de J. B. Priestley el 1986.
The Falklands Play, originalment programat per a la producció el 1985, es va emetre finalment el 2002. En el moment en què es va cancel·lar la producció, Curteis va culpar d'una "conspiració liberal" a la BBC. Una comissió de la BBC per a una dramatització de la Conferència de Ialta el 1945 va ser cancel·lada el 1995, va dir Curteis, a causa de la seva presentació políticament conservadora dels esdeveniments. Una obra de teatre, The Bargain (2007), tractant d'un relat de ficció de la trobada entre Robert Maxwell i la Mare Teresa el 1988, va ser adaptat per a BBC Radio el 2016.
Curteis es va divorciar de la seva primera esposa, Dorothy Curteis, i de la seva segona, la novel·lista Joanna Trollope. La seva tercera dona va ser Lady Deirdre (abans Lady Grantley), filla de William Hare, 5è comte de Listowel; es van casar l'any 2001 a la capella de Markenfield Hall, que havia estat restaurada en gran manera pel seu anterior marit. Aquest va ser el primer casament que s'hi va celebrar durant uns 400 anys. La parella va continuar amb els projectes de restauració que s'esperava que tinguessin lloc fins a 2030.
Va morir el 24 de novembre de 2021, als 86 anys.

## Filmografia
- The Indian Tales of Rudyard Kipling: Watches of the Night (1964) director
- Pity About the Abbey (1965) director
- Out of the Unknown: Walk's End (1966) director
- The Projected Man (1966) director (llargmetratge)
- ITV Saturday Night Theatre: The Haunting (1969) escriptor
- Thirty-Minute Theatre: A Distinct Chill (1971) escriptor
- The Onedin Line (1971) alguns episodis, escriptor
- Spy Trap (1972) escriptor
- Doomwatch: Flood (1972) escriptor
- The Edwardians (1972) escriptor
- The Regiment: Riot (1973) escriptor
- Sutherland's Law (1973) escriptor
- Barlow at Large 3 episodis (1974–75) escriptor
- Victorian Scandals: The Portland Millions (1976) escriptor
- Crown Court 6 episodis (1974–77) escriptor
- Philby, Burgess and Maclean (1977) escriptor
- The Cedar Tree (ATV, 1977) escriptor, 2 episodis
- People Like Us (1978) adaptació
- Churchill and the Generals (1979) escriptor
- Atom Spies (1979) escriptor
- Prince Regent (1979) escriptor
- Suez 1956 (1979) escriptor
- Miss Morison's Ghosts (1981) escriptor
- Lost Empires (1986) adaptació
- The Nightmare Years (1990) escriptor
- The Choir (1995) adaptació
- The Falklands Play (2002) escriptor